# Sterling Holloway
Sterling Price Holloway, Jr. (* 4. Januar 1905 in Cedartown, Georgia; † 22. November 1992 in Los Angeles, Kalifornien) war ein US-amerikanischer Schauspieler und Synchronsprecher.

## Karriere
Nach dem Besuch der Georgia Military Academy ging Holloway auf die American Academy of Dramatic Arts. In den 1920er Jahren war er im Rahmen der Garrick Gaieties im Theater zu sehen. Ab 1926 spielte Holloway in zahlreichen Filmen mit, darunter Blonde Venus, Goldgräber von 1933 und Eine total, total verrückte Welt. Später war er auch in mehreren Fernsehserien zu sehen, darunter Gilligans Insel und Daktari.
Ab 1941 arbeitete Holloway zudem als Sprecher für das Disney-Studio. Zu den Disney-Meisterwerken, in denen er zu hören war, zählen Dumbo (als Meister Storch), Bambi (als erwachsener Blume) und Das Dschungelbuch (als Kaa, die Schlange). Zudem war er lange Zeit der Sprecher von Winnie Puuh. Daneben wirkte Holloway auch in vielen Radio-Shows und Hörspielen mit.
Holloway starb 1992 nach einem Kreislaufstillstand. Seine Asche wurde im Pazifik verstreut.

## Filmografie

### Als Darsteller
- 1926: The Battling Kangaroo
- 1932: Der Tag, an dem die Bank gestürmt wurde (American Madness)
- 1932: Blonde Venus
- 1933: Die Hölle aus Stahl (Hell Below)
- 1933: Ich tanze nur für Dich (Dancing Lady)
- 1933: Ein charmanter Schwindler (Hard to Handle)
- 1933: Goldgräber von 1933 (Gold Diggers of 1933)
- 1933: Kinder auf den Straßen (Wild Boys of the Road)
- 1933: Der Mann mit der Kamera (Picture Snatcher)
- 1934: Die lustige Witwe (The Merry Widow)
- 1935: Spione küßt man nicht (Rendezvous)
- 1935: Luxusmädel (Lottery Lover)
- 1938: Of Human Hearts
- 1938: Der gejagte Professor (Professor Beware)
- 1940: The Blue Bird
- 1940: Die unvergessliche Weihnachtsnacht (Remember the Night)
- 1940: Hit Parade of 1941
- 1941: Cheers for Miss Bishop
- 1941: Die Unvollendete (New Wine)
- 1941: Hier ist John Doe (Meet John Doe)
- 1942: Star Spangled Rhythm
- 1945: Donalds Verbrechen (Donald's Crime, Kurzfilm)
- 1945: Landung in Salerno (A Walk in the Sun)
- 1946: Death Valley
- 1947: Die Dame und der Cowboy (Saddle Pals)
- 1953–1955: Adventures of Superman (Fernsehserie, 3 Folgen)
- 1956–1958: Rin Tin Tin (The Adventures of Rin Tin Tin; Fernsehserie, 3 Folgen)
- 1956–1957: Corky und der Zirkus (Circus Boy; Fernsehserie, 3 Folgen)
- 1960: Abenteuer am Mississippi (The Adventures of Huckleberry Finn)
- 1963: Eine total, total verrückte Welt (It's a Mad Mad Mad Mad World)
- 1964–1965: Schiff ahoi (The Baileys of Balboa)
- 1967: Gilligans Insel (Gilligan's Island)
- 1967: Daktari (Fernsehserie, 1 Folge)
- 1968: Live A Little, Love A Little
- 1977: Wie Blitz und Donner (Thunder and Lightning)

### Synchronarbeiten
- 1941: Dumbo als Storch
- 1942: Bambi als erwachsener Blume
- 1944: Drei Caballeros (The Three Caballeros) als Erzähler
- 1947: Fröhlich, Frei, Spaß dabei (Fun and Fancy Free) als Erzähler
- 1951: Alice im Wunderland (Alice in Wonderland) als Tigerkatze
- 1952: Lambert the Sheepish Lion als Erzähler und Storch
- 1966: Winnie Puuh und der Honigbaum (Winnie the Pooh and the Honey Tree) als Winnie Puuh
- 1967: Das Dschungelbuch (The Jungle Book) als Kaa
- 1968: Winnie Puuh und das Hundewetter (Winnie the Pooh and the Blustery Day) als Winnie Puuh
- 1970: Aristocats (The Aristocats) als Roquefort
- 1974: Winnie Puuh und Tigger dazu (Winnie the Pooh and Tigger Too) als Winnie Puuh
- 1977: Die vielen Abenteuer von Winnie Puuh (The Many Adventures of Winnie the Pooh) als Winnie Puuh
- 1970er und 1980er Jahre: TV-Spots des USDA Forest Service als Woodsy Owl

## Auszeichnungen
1985 erhielt Holloway den Winsor McCay Award. 1991 wurde er zur Disney Legend ernannt. Zudem wurde in den 1980er Jahren in Hollywood eine Straße nach Holloway benannt.